# Léré (Cher)
Léré település Franciaországban, Cher megyében. Lakosainak száma 1095 fő (2022. január 1.). Léré Boulleret, Savigny-en-Sancerre, Sury-près-Léré és La Celle-sur-Loire községekkel határos.

## Népesség
A település népessége az elmúlt években az alábbi módon változott:
| Lakosok száma | 923  | 925  | 1161 | 1234 | 1139 | 1129 | 1098 | 1082 | 1075 | 1095 |
|               | 1968 | 1982 | 1990 | 2006 | 2013 | 2015 | 2017 | 2019 | 2020 | 2022 |